# 维克托·博尼费斯
维克托·博尼费斯（英語：Victor Boniface，2000年12月23日—）是一位奈及利亞職業足球員，司職前鋒。現效力德甲球隊利華古遜。

## 榮譽
波杜基林特
- 挪威足球超級聯賽冠軍 : 2020，2021

勒沃库森
- 德国足球甲级联赛冠軍：2023–24[3]

### 個人
- 德甲月度最佳球員 : 2023年8月[4]

## 外部連結
- Profile at glimt.no （页面存档备份，存于）